# 佩爾夫山
45°21′24″N 06°46′53″E / 45.35667°N 6.78139°E
佩爾夫山（法語：Mont Pelve），是法國的山峰，位於該國東北部奧文尼-隆-阿爾卑斯大區，由薩瓦省負責管轄，屬於瓦努瓦斯山的一部分，海拔高度3,261米，每年平均降雨量1,479毫米。